# Skorišnjak
Skorišnjak este o localitate din comuna Videm, Slovenia, cu o populație de 65 de locuitori.